# Круп'янське
Кру́п'янське —  село в Україні, у Волоківській сільській громаді Чернівецького району Чернівецької області. 

## Назва
Історичні назви села — Пасат, Новоселиця, Урвиколеса.

## Історія
Найдавніша письмова згадка зафіксована в  грамоті воєводи Штефана Великого від 12 серпня 1461 року як  Урвиколеса.    Документом  було підтверджено право Гусіна, княжого присяжного засідателя і руського (українського) парохіального священика в місті Сучаві, та його дружини Марушки, дочки Йона Мунтяну, на володіння селами Молниця, Строїнці та Урвиколеса. У 1503 році боярин Сіма подарував села Урвиколеса та Строїнці Путнянському монастиреві. У 1520 р. було підтверджене право монастиря на цю власність.
Назва «Урвиколеса» має українсько-слов’янське походження і відображала складні природні умови східної частини Козминського лісу, де  часто рвалися (ламалися) колеса возів, що викликало справедливі нарікання візників.
У середині XVI століття село Урвиколеса згадуються під назвою Новоселиця, тобто «нове селище» Зміна найменування була пов’язана, наймовірніше, зі знищенням села під час воєнних лихоліть і його дещо пізнішим відновленням.
У 1664 році Путнянський монастир виставив село Новоселицю на продаж у зв’язку з браком грошей на оплату державного податку з овець (гостини). Новими власниками стали Стратулат Брага (Браха) та його дружина Аніца. У підтверджувальній князівській грамоті від 9 березня 1664 року зазначено, що село Новоселиця раніше називалося Урвиколеса.
У документі вказано, що Новоселиця межувала з селами Строїнці (Буда, тепер – Велика Буда і Мала Буда), Годинешти (Годинівка) і   Луковиця.
У період входження краю до складу королівської Румунії село мало назву Пасат, а з  утвердженням радянської влади в 1946 році було перейменоване на Круп’янське. Як зазначається в указі президії Верховної Ради УРСР від 7.9.1946 року, з метою  збереження історичних найменувань та уточнення і впорядкування існуючих назв сільських Рад і населених пунктів Чернівецької області «село Пасат іменувати село Круп'янське і Пасатську сільську Раду —  Круп'янська».
З 24 серпня 1991 року село входить до складу незалежної України.

## Населення

### Мова
Розподіл населення за рідною мовою за даними перепису 2001 року:
| Мова       | Кількість | Відсоток |
| ---------- | --------- | -------- |
| румунська  | 741       | 98.67%   |
| українська | 6         | 0.80%    |
| російська  | 4         | 0.53%    |
| Усього     | 751       | 100%     |

## Особистості
- Афтодій Георгій Миколайович - журналіст, літератор, редактор (*22.11.1937 - рік смерті не відомий.)
- Мазурашу Георгій Георгійович (17 квітня 1971 р., с. Круп'янське Глибоцького району, пізніше - Герцаївського) — спортсмен, спортивний діяч, журналіст, народний депутат України IX скликання. Найвищі досягнення у спорті: переможець юнацької першості УРСР з легкої атлетики в приміщенні 1988 р. (800 + 1500 м), переможець І молодіжного чемпіонату України в приміщенні 1992 р. (1000 м), бронзовий призер І Чемпіонату України в приміщенні 1992 р. (1000 м). Закінчив Чернівецький механіко-технологічний технікум (1990), історичний факультет Чернівецького держуніверситету ім. Ю. Федьковича (1995), магістратуру Чернівецького національного університету за спеціальністю «Державна служба» [Архівовано 31 серпня 2017 у Wayback Machine.] (2009 р.). Писав на спортивну тематику у газети «Університетський вісник», «Відродження». Після закінчення університету працював у кримінальній міліції у справах неповнолітніх Ленінського РВВС м. Чернівці, звільнившись, працював спортивним оглядачем «Нової буковинської газети», видавав до неї спортивний додаток «Спорт-інфо», у 1996—2005 рр. — редактор відділу спорту чернівецької обласної газети «Молодий Буковинець», був автором і ведучим спортивної програми на телеканалі «НБМ» (майбутній 5 канал), готував спортивні сюжети на цьому та інших місцевих телеканалах, ведучий прямих ефірів на телеканалі «Чернівці», з 1996 р. – коментатор футбольних матчів за участю «Буковини», інших спортивних подій. Ініціював і багато років був капітаном аматорської футбольної команди «Преса-ТБ», яка грала пропагандистські товариські матчі та турніри. З 12 квітня 2005 р по 30 вересня 2008 р. — начальник відділу з питань фізичної культури і спорту Чернівецької обласної державної адміністрації. З травня 2011 р. — директор Чернівецького обласного центру фізичного здоров'я населення «Спорт для всіх». Член Національної спілки журналістів України. Лауреат конкурсу серед журналістів «Україна олімпійська» (2004), переможець фотоконкурсу Національного Олімпійського комітету України (2009). Нині працює над «Літописом буковинського спорту» та «Історією буковинського спорту в особах».

## Світлини

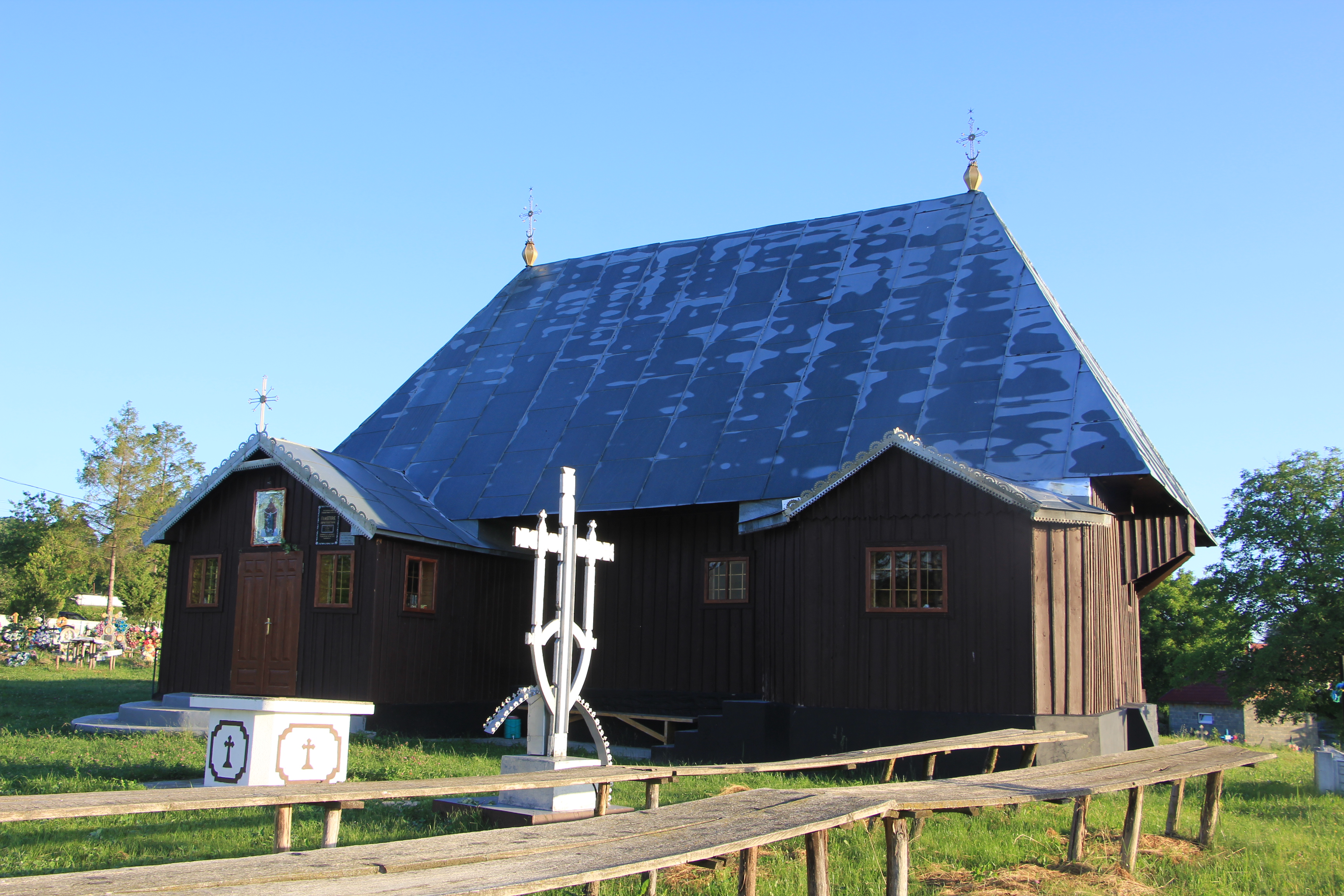
Дерев'яна церква Благовіщення Пр. Богородиці 1772  с. Круп'янське
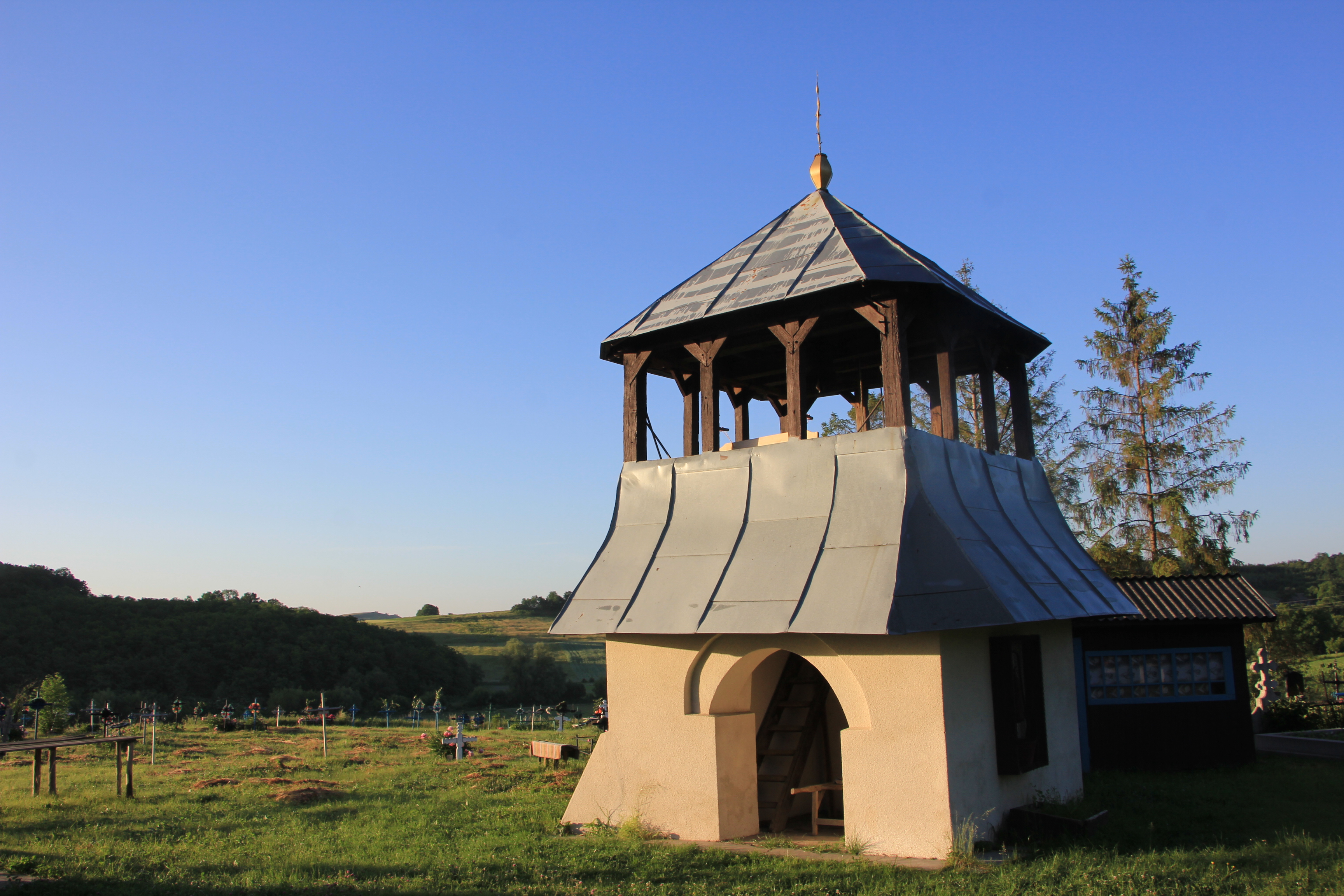
Дерев'яна церква Благовіщення Пр. Богородиці 1772. Дзвіниця.  с. Круп'янське